# Rô phi Victoria
Oreochromis variabilis (Victoria tilapia) là một loài cá thuộc họ Cichlidae. Nó được tìm thấy ở Kenya, Tanzania, và Uganda. Các môi trường sống tự nhiên của chúng là đầm nước và hồ nước ngọt.